# Scooby-Doo! and the Loch Ness Monster
Scooby-Doo! and the Loch Ness Monster (no Brasil: Scooby-Doo! e o Monstro do Lago Ness) é um filme de mistério e animação distribuído pela Warner Bros..

## Sinopse
Scooby-Doo e sua turma viajam para a Escócia em férias e se veem tentando solucionar a maior monstruosidade de todos os tempos: o Monstro do Lago Ness. Ele realmente existe?